# 프리메라 페데라시온
프리메라 페데라시온(스페인어: Primera Federación)은 스페인 축구 리그 시스템의 3부 리그로 RFEF가 주관한다. 2020년에 RFEF에서 새로운 리그를 도입하겠다는 발표에 따라 2021-22 시즌부터 도입되었다.

## 역사
2020년, RFEF는 스페인의 3부 리그가 될 새로운 세미 프로 리그를 만든다고 발표하였다.
이에 따라 현재 세미 프로 단계로 3부 리그인 세군다 디비시온 B는 4부 리그로 단계가 내려가며, 세군다 디비시온 RFEF로 이름을 변경할 예정이라고 발표하였다.

## 구조
프리메라 디비시온 RFEF는 총 40팀이 참가하며 20개팀이 지역에 따라 2그룹으로 나뉘어 경기를 가진다. 설립 첫 시즌에는 라리가 2에서 4개팀이 강등되었고 나머지 팀들은 세군다 디비시온 B에서 승격되었다.
여느 다른 스페인 리그와 같이 매년 8월 말이나 9월 초에 리그를 시작하여 다음해 5월 말이나 6월 초에 리그가 종료된다. 각 그룹의 20개팀은 홈&어웨이 방식으로 각각 2경기씩 가지며 총 38경기를 치른다.
시즌이 끝난 후, 승격 플레이오프를 통해 상위 4개팀은 승격 승점에 따라 라리가 2로 승격하며 상위 리그의 리저브팀을 제외한 각 그룹의 상위 7개팀은 다음 시즌 코파 델 레이에 진출하게 된다. 반면에 각 그룹의 하위 5개팀은 하위 리그로 강등된다.

### 리저브 팀 참가 자격
상위 리그에 참가하고 있는 클럽의 리저브팀은 리그에 참가할 수 있으나 1군팀과 리저브팀이 같은 리그에서 활동할 수 없으며 만약 1군팀이 리저브팀과 같은 리그로 강등되면 리저브팀은 리그 최종 순위에 상관없이 자동으로 하위 리그로 강등된다. 반대로 1군팀이 바로 전단계의 상위 리그에 참가하고 있으면 리저브팀이 승격 플레이오프 순위에 들더라도 승격 플레이오프에 참가하지 못한다.

## 참가팀

### 승격 및 강등팀
총 40개팀이 리그에 참가하며 2023-24 시즌 라리가 2에서 4개팀이 강등되었고, 2023-24 시즌 세군다 페데라시온에서 10개팀이 승격되었다.
2023-24 시즌 라리가 2 강등팀
- 아모레비에타
- 알코르콘
- 안도라
- 비야레알 B

2023-24 시즌 세군다 페데라시온 승격팀
- 오우렌세
- 빌바오 아틀레틱
- 에르쿨레스
- 세비야 아틀레티코
- 힘나스티카 세고비아나
- 사모라
- 바라칼도
- 예클라노
- 마르베야
- 베티스 데포르티보

### 경기장 및 위치
| 구단명                 | 연고지             | 경기장                   | 수용인원 |
| ---------------------- | ------------------ | ------------------------ | -------- |
| 알코르콘               | 알코르콘           | 산토 도밍고              | 5,100    |
| 알코야노               | 알코이             | 엘 코야오                | 4,850    |
| 알헤시라스             | 알헤시라스         | 누에보 미라도르          | 7,200    |
| 아모레비에타           | 아모레비에타에타노 | 우리테                   | 3,000    |
| 안도라                 | 안도라라벨랴       | 에스타디 나시우날        | 3,347    |
| 안테케라               | 안테케라           | 엘 마울리                | 6,000    |
| 아렌테이로             | 카르바이노         | 에스피녜도               | 4,500    |
| 아틀레티코 마드리드 B  | 마하다온다         | 세로 델 에스피노         | 3,800    |
| 아틀레티코 산루케뇨    | 산루카르데바라메다 | 엘 팔마르                | 5,000    |
| 바라칼도               | 바라칼도           | 라세사레                 | 7,960    |
| 바르셀로나 아틀레틱    | 바르셀로나         | 요한 크라위프            | 6,000    |
| 베티스 데포르티보      | 세비야             | 루이스 델 솔             | 1,300    |
| 빌바오 아틀레틱        | 빌바오             | 레사마                   | 3,250    |
| 셀타비고 포르투나      | 비고               | 아방카-발라이도스        | 24,791   |
| 세우타                 | 세우타             | 알폰소 무루베            | 6,500    |
| 쿨투랄 레오네사        | 레온               | 레이노 데 레온           | 13,346   |
| 푸엔라브라다           | 푸엔라브라다       | 페르난도 토레스          | 5,400    |
| 짐나스틱 타라고나      | 타라고나           | 노우 에스타디            | 14,591   |
| 힘나스티카 세고비아나  | 세고비아나         | 라 알부에라              | 6,000    |
| 에르쿨레스             | 알리칸테           | 호세 리코 페레스         | 30,000   |
| 이비사                 | 이비사             | 칸 미세스                | 6,000    |
| 인터시티               | 알리칸테           | 안토니오 솔라나          | 3,000    |
| 루고                   | 루고               | 안소 카로                | 7,070    |
| 마르베야               | 마르베야           | 안토니오 로렌소 쿠에바스 | 7,300    |
| 메리다                 | 메리다             | 로마노                   | 14,600   |
| 레알 무르시아          | 무르시아           | 엔리케 로카              | 31,179   |
| 오사수나 B             | 팜플로나           | 타호나르                 | 4,500    |
| 오우렌세 CF            | 오우렌세           | 오 코우토                | 5,659    |
| 폰페라디나             | 폰페라다           | 엘 토랄린                | 8,400    |
| 레알 마드리드 카스티야 | 마드리드           | 알프레도 디 스테파노     | 6,000    |
| 레알 소시에다드 B      | 산세바스티안       | 수비에타                 | 2,500    |
| 레알 우니온            | 이룬               | 스타디움 갈              | 5,000    |
| 레크레아티보 우엘바    | 우엘바             | 콜롬비노                 | 21,670   |
| 세스타오 리베르        | 세스타오           | 라스 야나스              | 8,905    |
| 세비야 아틀레티코      | 세비야             | 헤수스 나바스            | 8,000    |
| 타라소나               | 타라소나           | 무니시팔 데 타라소나     | 5,000    |
| 우니오니스타스         | 살라망카           | 레이나 소피아            | 5,000    |
| 비야레알 B             | 비야레알           | 라 세라미카              | 23,000   |
| 예클라노               | 예클라             | 라 콘스티투시온          | 4,000    |
| 사모라                 | 사모라             | 라 플라타                | 7,813    |

## 역대 우승팀과 승격팀

### 시즌별 우승 및 승격팀
| 시즌    | 그룹 1        | 그룹 2       | 기타 승격팀          |
| ------- | ------------- | ------------ | -------------------- |
| 2023-24 | 라코루냐      | 카스테욘     | 코르도바, 말라가     |
| 2022–23 | 라싱 페롤     | 아모레비에타 | 알코르콘, 엘덴세     |
| 2021–22 | 라싱 산탄데르 | 안도라       | 알바세테, 비야레알 B |

굵은 글씨는 챔피언 결정전 우승팀이다.

### 우승 및 승격 횟수
| 구단          | 그룹 우승 | 승격 | 우승 연도 (그룹) |
| ------------- | --------- | ---- | ---------------- |
| 라코루냐      | 1         | 1    | 2023-24 (1)      |
| 카스테욘      | 1         | 1    | 2023-24 (2)      |
| 라싱 페롤     | 1         | 1    | 2022-23 (1)      |
| 아모레비에타  | 1         | 1    | 2022-23 (2)      |
| 라싱 산탄데르 | 1         | 1    | 2021-22 (1)      |
| 안도라        | 1         | 1    | 2021–22 (2)      |
| 코르도바      | 0         | 1    | -                |
| 말라가        | 0         | 1    | -                |
| 알코르콘      | 0         | 1    | -                |
| 엘덴세        | 0         | 1    | -                |
| 알바세테      | 0         | 1    | -                |
| 비야레알 B    | 0         | 1    | -                |

굵은 글씨는 챔피언 결정전 우승팀이다.

### 챔피언 결정전
| 구단          | 우승 | 우승 연도 | 준우승 |
| ------------- | ---- | --------- | ------ |
| 라코루냐      | 1    | 2023-24   | 0      |
| 아모레비에타  | 1    | 2022-23   | 0      |
| 라싱 산탄데르 | 1    | 2021-22   | 0      |
| 카스테욘      | 0    | -         | 1      |
| 라싱 페롤     | 0    | -         | 1      |
| 안도라        | 0    | -         | 1      |